# Document electronic

Pictograma uzuală a unui fișier text, una dintre cele mai frecvente forme în care este memorat digital un document electronic.

Un document electronic este orice conținut de informație memorat în formă electronică (altul decât programele sau fișierele de sistem), destinat a fi utilizat fie ca material tipărit, fie ca atare. În calculator, documentul electronic este reprezentat sub forma unui fișier.
Inițial, orice date informatice erau considerate ca fiind ceva intern sistemului de calcul; rezultatul prelucrării datelor se livra beneficiarului, întotdeauna, pe hârtie. Însă rețelele de calculatoare au evoluat în așa fel încât, în cele mai multe cazuri, oferirea documentelor electronice devine mai convenabilă decât cea a documentelor tipărite. Progresele tehnologiilor de afișare digitală fac ca, în cele mai multe cazuri, să fie mai comodă vizualizarea documentele pe ecran, în loc de a le tipări (economisind astfel hârtie și spațiul necesar pentru stocarea exemplarelor tipărite).
Cu toate acestea, utilizarea formei electronice a documentelor în locul hârtiei, pentru prezentarea finală, a creat problema existenței mai multor formate incompatibile de fișier. Chiar și simplele fișiere text nu sunt scutite de această problemă; de exemplu, sub MS-DOS, cele mai multe programe ar putea să nu funcționeze corect cu fișiere text stil UNIX  (a se vedea problema separatorului de rând, newline). Alt exemplu: pentru nevorbitorii de limbă engleză, folosirea de glife din seturi de caractere diferite (codepages) a constituit întotdeauna o potențială sursă de necazuri.
Încă și mai multe probleme sunt legate de formatele de fișier complexe ale diverselor procesoare de text, foi de calcul (en: spreadsheets) și software de grafică. Pentru a atenua problema, multe companii de software distribuie gratuit programe pentru vizualizarea fișierelor scrise în formatele proprietare ale cărui copyright îl dețin (un exemplu este programul Acrobat Reader al companiei Adobe Systems, folosit pentru vizualizarea fișierelor PDF încă dinainte ca formatul acesta să fi fost standardizat prin convenție internațională). Cealaltă soluție este definirea și folosirea pe scară largă a formatelor deschise de fișier, neproprietare, care nu sunt monopolul unei companii anume (cum ar fi formatele HTML și OpenDocument). Documentele electronice pentru utilizare specială continuă să folosească formate de fișier speciale - cum sunt articolele științifice de matematică sau fizică, care sunt trimise către reviste în format LaTeX sau PostScript.